# Kephren (membre du groupe IAM)
Pour les articles homonymes, voir Kephren et Mendy.
Kephren, de son vrai nom François Mendy, né le 31 juillet 1967 à Paris, est un danseur de breakdance français d’origine sénégalaise, membre du groupe de rap français IAM,. Son pseudonyme provient du nom grec du pharaon de l'Égypte antique Khéphren.
Il a grandi à Marseille dans le quartier de Noailles. Au sortir de son service militaire vers 1989, il rejoint le groupe IAM en tant que danseur (aux côtés de Freeman), en remplacement de KJ.
L'expérience de groupe lui ayant beaucoup apporté, à 29 ans il est le manager du label Côté Obscur et ingénieur du son.[réf. nécessaire] Il a également agi comme producteur exécutif des premiers albums de Soul Swing, Freeman et 3e Œil.
Il a eu un rôle décisif lors de l'élaboration de L'École du micro d'argent, l'album emblématique d'IAM, en suggérant au groupe de refaire le mixage de plusieurs morceaux dans un style plus proche de The Infamous de Mobb Deep.
Aujourd'hui, il est le manager tour du groupe et assure les voix backs lors des concerts d'IAM.
Kephren est un passionné de sneakers.

## Décorations
- Officier de l'ordre des Arts et des Lettres (2020)[9]